# Codonanthopsis
Codonanthopsis é um género botânico pertencente à família Gesneriaceae.

## Espécies
| - Codonanthopsis aggregata - Codonanthopsis dissimulata - Codonanthopsis huebneri - Codonanthopsis mansfeldiana - Codonanthopsis peruviana - Codonanthopsis ulei |